# Орлов, Виктор Васильевич
Виктор Васильевич Орлов (13 октября 1940, село Нижне-Никольское, Красногорский район, Московская область — 16 августа 2012, Таганрог) — российский художник-мозаичист, Заслуженный работник культуры РФ (1995).

## Биография
Родился 13 октября 1940 года в Красногорском районе Московской области в семье рабочих.
В 1960 году закончил Московское ремесленное художественное училище полиграфистов № 3 по специальности «Печатник высокой многокрасочной печати». По завершении учёбы работал по специальности в московской типографии издательства «Советский художник». Срочную службу проходил в составе Группы советских войск в Германии с 1962 по 1965 год.
В 1965 году приехал в Таганрог и поступил на Таганрогский металлургический завод художником-оформителем. С 2002 по 2011 год руководил бюро производственной эстетики Таганрогского металлургического завода.
За годы работы создал огромное количество гравюр, мозаичных и чеканных панно, других декоративных элементов в разных художественных стилях и техниках, украсивших интерьеры цехов и социальные объекты завода. Среди лучших проектов художника — монументальное панно бассейна «Садко», интерьеры кафе «Русское» и «Прохладное» Дворца культуры и техники им. Ленина, свето-музыкальный фонтан перед ДК им. Ленина, монументальные панно базы отдыха «Волна» (пгт Седово), детского садика «Ладушка», гостиницы «Урал» (Москва), санатория-профилактория «Тополь».
В 1995 году Виктору Орлову было присвоено звание  Заслуженный работник культуры РФ.
Оригинальный художник, музыкант — Виктор Орлов стоял у истоков создания народного вокально-инструментального ансамбля «СТАЛ́ИТ» и более тридцати лет был его активным участником (вокал, саксофон, перкуссия).
Умер 16 августа 2012 года в Таганроге. Похоронен на городском Мариупольском кладбище.

## Наиболее известные работы
- Светомузыкальный фонтан перед ДК Ленина (Таганрог)[5][14]
- Интерьеры Дворца культуры и техника им. Ленина (Таганрог)[7]
- Монументальное панно фойе гостиницы «Урал» (Москва, ул. Покровка 40)[6]
- Монументальное панно бассейна «Садко» (Таганрог)
- Монументальное панно «Море», пансионат «Волна» (пгт Седово, Ростовская область)[10]
- Аквазона и фонтан «Морское царство», пансионат «Волна» (пгт Седово, Ростовская область)[6]
- Декоративные фрески, База отдыха «Металлург» (Золотая Коса,    Ростовская область)[6]

## Память
- В сентябре 2015 года в таганрогской галерее «Переулок Парнаха» была проведена персональная выставка Виктора Орлова «Очарованный смальтой»[2].